# Stabsunteroffizier
Stabsunteroffizier é uma patente militar do exército alemão. Ele é precedido pelo posto "Unterfeldwebel", usado entre os anos de 1935 e 1945, nas forças armadas da Alemanha Nazista, a Wehrmacht. O Exército Nacional Popular da Alemanha Oriental, usou o posto Unterfeldwebel entre os anos de 1956 e 1990.
Nas Forças Armadas da Áustria, Stabsunteroffizier é o nome coletivo de todos os oficiais não comissionados.